# Kombivan
Kombivan – typ współczesnego nadwozia samochodów osobowych, pośredniego pomiędzy kombi a van, które może być dostawcze lub rodzinne. Wprowadzone zostało na rynek około 1997 roku. Jego nadwozie jest jeszcze bardziej ścięte od kombi, ale mniejsze od vana i bardziej masywne. Może występować w wersjach dwu- i pięcioosobowych, a rzadziej także i cztero- lub siedmioosobowych. Posiadają one sporą część bagażową. Drzwi przestrzeni bagażowej mogą mieć formę klapy otwieranej do góry lub otwieranych na boki drzwi dwuskrzydłowych (symetryczne lub niesymetryczne). Oprócz drzwi przednich posiadają one zwykle dodatkowe drzwi boczne przesuwane, po jednej lub po obu stronach pojazdu. 
Niektóre samochody typu kombivan to:
- Citroën Berlingo
- Peugeot Rifter
- Škoda Roomster
- Renault Kangoo
- Fiat Doblò
- Fiat Qubo
- Opel Combo
- Volkswagen Caddy
- Dacia Dokker
- Peugeot Bipper
- Citroën Nemo
- Mercedes Citan
- Ford Tourneo Connect
- SEAT Inca
- Toyota ProAce City